# José María de Torrijos y Uriarte
José María de Torrijos y Uriarte (Madrid, 20 de març de 1791 - Màlaga, 11 de desembre de 1831) fou un militar espanyol.

## Biografia
Als deu anys fou admès com a patge del rei, assolint el grau de capità als 16 anys. El seu valor i patriotisme el portaren a distingir-se de manera notable durant la guerra de la Independència, sent brigadier en acabar aquesta. Les seves idees liberals li ocasionaren ensurts i persecucions, veient-se reduït a presó el 1817, cosa que no fou obstacle perquè treballés de manera activa a favor de la revolució del 1820, i en la Guerra de la Regència d'Urgell al comandament de les tropes constitucionalistes, derrota a les tropes navarreses de Carlos O'Donnell y Anethan i pren el fort d'Irati el 12 de gener de 1823, i en iniciar-se l'era absolutista es resistí a Cartagena, si bé no volgué adherir-se a la capitulació de Francisco Ballesteros, no tingué més remei que cedir a la necessitat i negocià un conveni amb els generals Pierre Bonnemains i general Viment entregant-les la plaça el 5 de novembre de 1823.
Fugint de les persecucions absolutistes emigrà a França, passant des d'allà a Anglaterra, on es guanyà la vida traduint algunes obres per a editors sud-americans. No deixà de conspirar ni un sol moment, i esperonat per la revolució francesa de 1830, es traslladà a Gibraltar amb el propòsit d'esperar el moment favorable d'entrar a Espanya per enderrocar l'absolutisme. No el desencoratjà el fracàs de l'expedició de Francisco Espoz i Mina, i després de llençar una proclama envià a Algesires, per a preparar l'opinió i el terreny, a uns confidents, que foren descoberts i arcabussejats; encara que, a pesar d'això, el 29 de gener de 1831 desembarcà en un punt anomenat "Aguada Inglesa" amb 200 homes, i en veure's refusat per les tropes realistes hagué de retirar-se amb algunes pèrdues a Gibraltar.

Torrijos ja era l'únic emigrat que inquietava a la cort, i encara que a ell mateix i als refugiats a Gibraltar els contenia el record de les seves fallides temptatives, i l'escarment els hagués potser fer més prudents, 
| « | Interessava a la cort, excitar la seva natural impaciència, segura que la precipitació els hauria de portar la seva ruïna. Aquest idea diabòlica trobà un digne intèrpret i executor en el governador militar de Màlaga, el general Vicente González Moreno. Fos el mateix Moreno el que entaulà i va mantenir correspondència sota el pseudònim de Viriato amb el general Torrijos, fos, d'acord i amb coneixement seu, un subjecte que s'anomenava Chinchilla, fos un altre l'encarregat d'entendre's directament amb aquell general per amarrar-li el llaç de la traïció amb el que hauria d'ésser pres, és inqüestionable que d'aquest ominós mitjà es valgueren els homes del govern de Francisco Tadeo Calomarde per incitar-lo a escometre una empresa a la qual l'estaven impulsat temps ha, els seus patriotes desitjos i un afany ardent, inextingible, constant, d'enderrocar el despotisme que oprimia a Espanya i restituir a aquesta nació la seva llibertat. Per a tal efecte li donaven la màxima seguretat que tan bon punt posés el peu en sòl espanyol tot estaria preparat i llest per a prestar-li auxili i fer triomfar l'empresa: poble, autoritats, cossos d'exèrcit, recursos de tota mena. Aquest oferiments, consignats en multitud de cartes, confirmats verbalment per emissaris i confidents que se li enviaven, infondrien tal confiança en el senzill ànim de Torrijos, el qual cor no comprenia la traïdoria, que totes les seves cartes d'aquell temps, de les quals n'hi ha moltes en els arxius, revelen el més íntim convenciment de que res s'oposaria al seu triomf. D'acord, doncs, uns i altres, els d'allà confiats i plens de bona fe, els d'ací amb la falsia del que afalaga i atreu la presa per devorar-la, preparant-se l'expedició que Torrijos tant havia anhelat, creient que feia a la seva pàtria el major dels serveis i dels béns. Es llançà, doncs, a la mar la nit del 30 de novembre al 1 de desembre (1831) en dos petits vaixells, i seguit només de 52 homes, notables alguns d'ells, tals com el seu íntim amic el ex diputat en Manuel Flores Calderón, Ignacio López Pinto, Francisco Fernández Golfín i alguns d'altres. Malgrat comptar Torrijos amb la protecció dels falutxos guardacostes, es va veure perseguit per un d'ells, el Neptuno, que l'impedí desembarcar en el punt de la costa de Màlaga que s'havia proposat, tenint de fer-ho en l'anomena't Fuengirola. Per aquest motiu no estranyà, en trepitjar la platja i enarborar la bandera tricolor i dar el crit de llibertat, no trobar en aquesta platja les moltes forces auxiliars que suposava estarien esperant la seva arribada. Pel contrari, el rebien a trets els reialistes d'aquells poblets de la costa; però atribuint-lo a què aquells no estaven en el secret, prosseguí sense contestar-los fins l'alqueria del comte de Mollina, a una llegua i mitja de Màlaga (4 de desembre de 1831). No tardà en veure's allí bloquejat per tropes de línia i pels reialistes de Coín, Monda i altres pobles, i en saber que es trobava mol a prop el mateix González Moreno amb forces portades de Màlaga. | » |

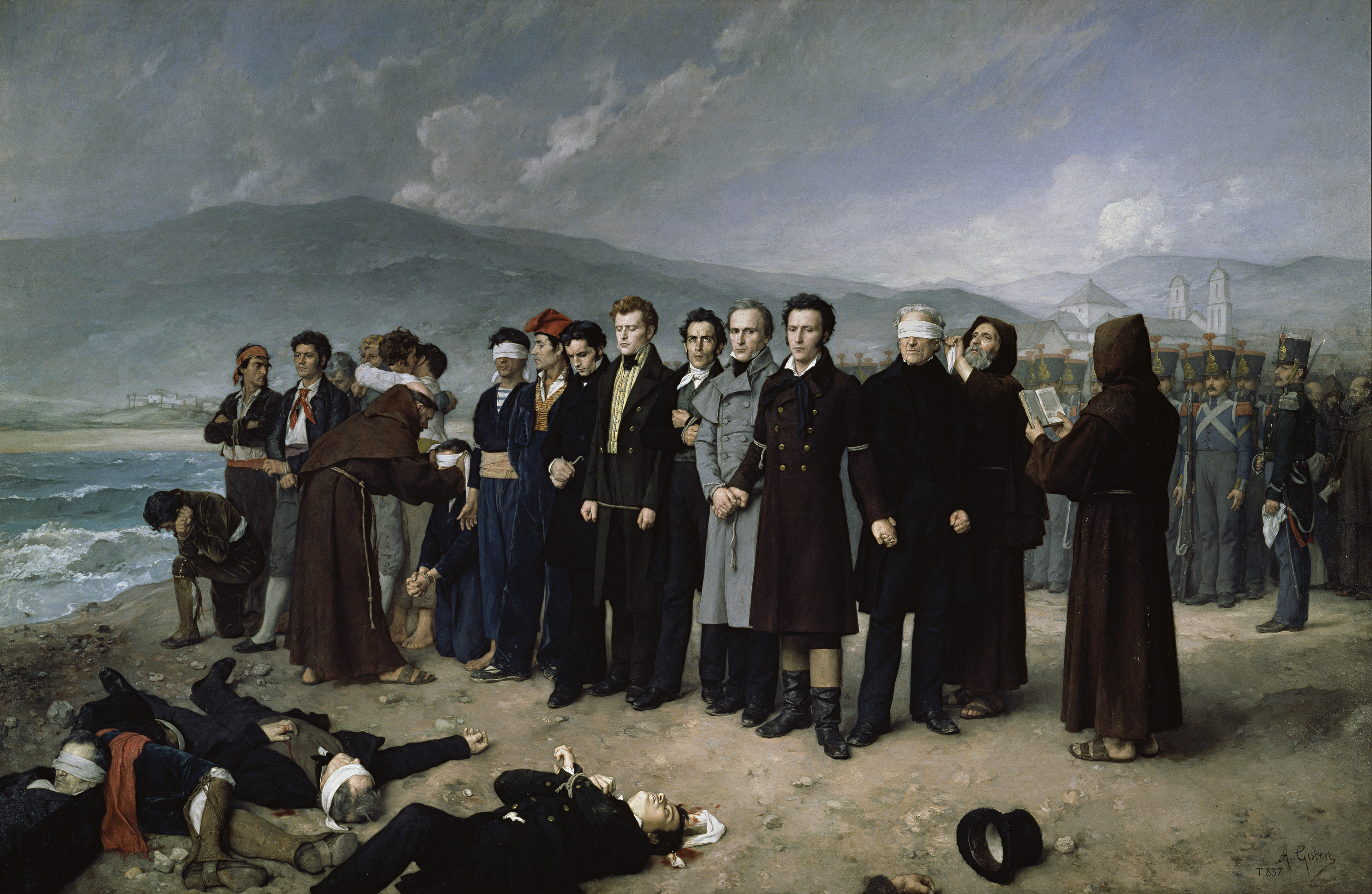
Afusellament de Torrijos i els seus companys a les platges de Málaga, per Antonio Gisbert

Torrijos i els seus no comprenien res de tot això, que esperaven veure's envoltats d'amics, i sense convèncer-se encara del seu error, envià al tinent coronel d'artilleria López Pinto a conferenciar amb Moreno, el qual l'intimà a la rendició immediata i sense condicions.
El general governador de Màlaga tenia l'ordre d'arrestar en Torrijos, i pel mateix motiu volgué agafar-lo viu. Després d'una conferència entre els dos generals, Torrijos es rendí, entregant les armes a l'albada del dia 5. El dia 10 arribà a Màlaga l'ordre d'execució, essent afusellats els 52 revolucionaris el dia 11 a les onze del matí. Torrijos havia demanat menar el foc i rebre la descarrega sense bena als ulls, però no li fou concedit. El cadàver d'en Torrijos fou enterrat en un nínxol, on va romandre fins que l'Ajuntament de Màlaga, en 1842, construí un monument en la plaça, avui, de la Mercè (anomenada aleshores de Riego) al qual fou traslladat. González Moreno, al qual des de llavors l'anomenaren el verdugo de Màlaga, rebé com a premi l'ascens a tinent general i la Capitania General de Granada.
En establir-se definitivament a Espanya el règim constitucional fou rehabilitat el nom de Torrijos i avui es troba escrit en lletres d'or en el Palau del Parlament. Quant a González Moreno, emigrà d'Espanya a la mort de Ferran VII i més tard es passà als carlistes. Quan Maroto signà el Conveni de Vergara, González Moreno s'hi adherí, però fou assassinat, en presència de la seva pròpia família, per les forces que servien al capitost Echevarria, el qual no volgué ésser comprès en l'indult.